# Resolució 1053 del Consell de Seguretat de les Nacions Unides
La Resolució 1053 del Consell de Seguretat de les Nacions Unides fou adoptada per unanimitat el 23 d'abril de 1996. Després de recordar totes les resolucions anteriors sobre Ruanda, en particular les resolucions 918 (1994), 997 (1995), 1011 (1995) i 1013 (1995), el Consell va examinar les conclusions de la comissió d'investigació que afecta les violacions de l'embargament d'armes contra les forces de l'anterior govern de Ruanda.
Malgrat l'embargament d'armes, encara es van informar de diverses violacions d'armes i material venut a les forces de l'antic govern de Ruanda. S'ha conclòs una investigació, però s'ha assenyalat que alguns països no han cooperat totalment amb la investigació. El Comitè ha conclòs que els elements ruandesos havien rebut entrenament militar amb el propòsit de dur a terme incursions desestabilitzadores a Ruanda, i hi havia fortes evidències que s'havien produït lliuraments d'armes. En un cas, hi va haver una venda d'armes de les Seychelles al juny de 1994 i dos enviaments posteriors a Goma en la República Democràtica del Congo amb destinació a les forces del govern de Ruanda. Els avions encara continuen aterrant a Goma i Bukavu amb armes per les antigues forces del govern ruandès i figures destacades d'aquestes forces estaven recaptant fons per la lluita armada contra Ruanda. Aquestes i contínues al·legacions no havien estat investigades en profunditat. Finalment, les emissions de ràdio que propaguen l'odi i la por a la regió havien de ser rescindides.
La prohibició del subministrament d'armes al govern de Ruanda no s'ha implementat efectivament. S'ha demanat als països de la regió dels Grans Llacs d'Àfrica que assegurin que el seu territori no sigui usat com a base per incursions o proporcionar armes a Ruanda. Es va demanar al Secretari General Boutros Boutros-Ghali que consultés amb els països veïns de Ruanda i Zaire en particular sobre mesures que podrien incloure l'estacionament d'observadors de les Nacions Unides als aeroports i als passos fronterers. Als països els ciutadans dels quals foren acusats d'implicació se'ls va demanar que realitzessin noves investigacions i que posessin a disposició de la comissió tota la informació..
Finalment, l'1 d'octubre de 1996 es va demanar al Secretari General que informés sobre l'aplicació de la resolució actual.